# Kosti Tamminen
Kosti Abraham Tamminen, född 1897, död 1 januari 1988, var en amerikafinländsk sångare och gitarrist.
Åren 1927, 1928 och 1930 gjorde Tamminen nio skivinspelningar för bolaget Victor tillsammans med dragspelaren Willy Larsen.

## Skivinspelningar[3]
| Datum           | Sånger | Ackompanjemang          |
| --------------- | --- | ----------------------- |
| 21 april 1927   | Hei heilini (text: Ester Helenius Hoobo (text: Arthur Kylander) Laulu on iloni ja työni (text: J. Alfred Tanner) Työttömän valssi (text: Arthur Kylander) | Willy Larsen (dragspel) |
| 27 augusti 1928 | Puuseppä 1–2 (text: Tatu Pekkarinen) Aatami paratiisissa Viimeinen valssi                                                                                 | Willy Larsen (dragspel) |
| 30 april 1930   | Kulkijan kaiho Lappeenrannan kasarmilaulu | Finnish Four            |